# Vitamin E
Vitamin E är ett fettlösligt vitamin samt en kedjebrytande antioxidant som används i kroppen för att reducera peroxylradikaler (ROO•) till lipida hydroperoxider (ROOH). Vitaminet finns i ett antal olika former, av vilka α-tokoferol är den mest aktiva och mest studerade.

## Biologisk funktion
Vitamin E har flera olika uppgifter och funktioner i kroppen. En av de huvudsakliga funktionerna för vitamin E är att reducera redan existerande peroxylradikaler och därmed oskadliggöra dem. Detta sker genom att hydroxigruppen på vitaminet lämnar ifrån sig sitt väte till det reaktiva syret i peroxylradikalen. Detta innebär att radikalen omvandlas till en icke-reaktiv hydroperoxid. Detta innebär i sin tur att vitaminet oxideras till en radikal, vilken sedan kan plocka upp en väteatom från vitamin C för att vitamin E ska kunna reduceras tillbaka till sin aktiva ursprungskonformation. Denna process kan ske tack vare att peroxylradikaler reagerar ca 1000 gånger mer effektivt med vitamin E än med andra lipider.

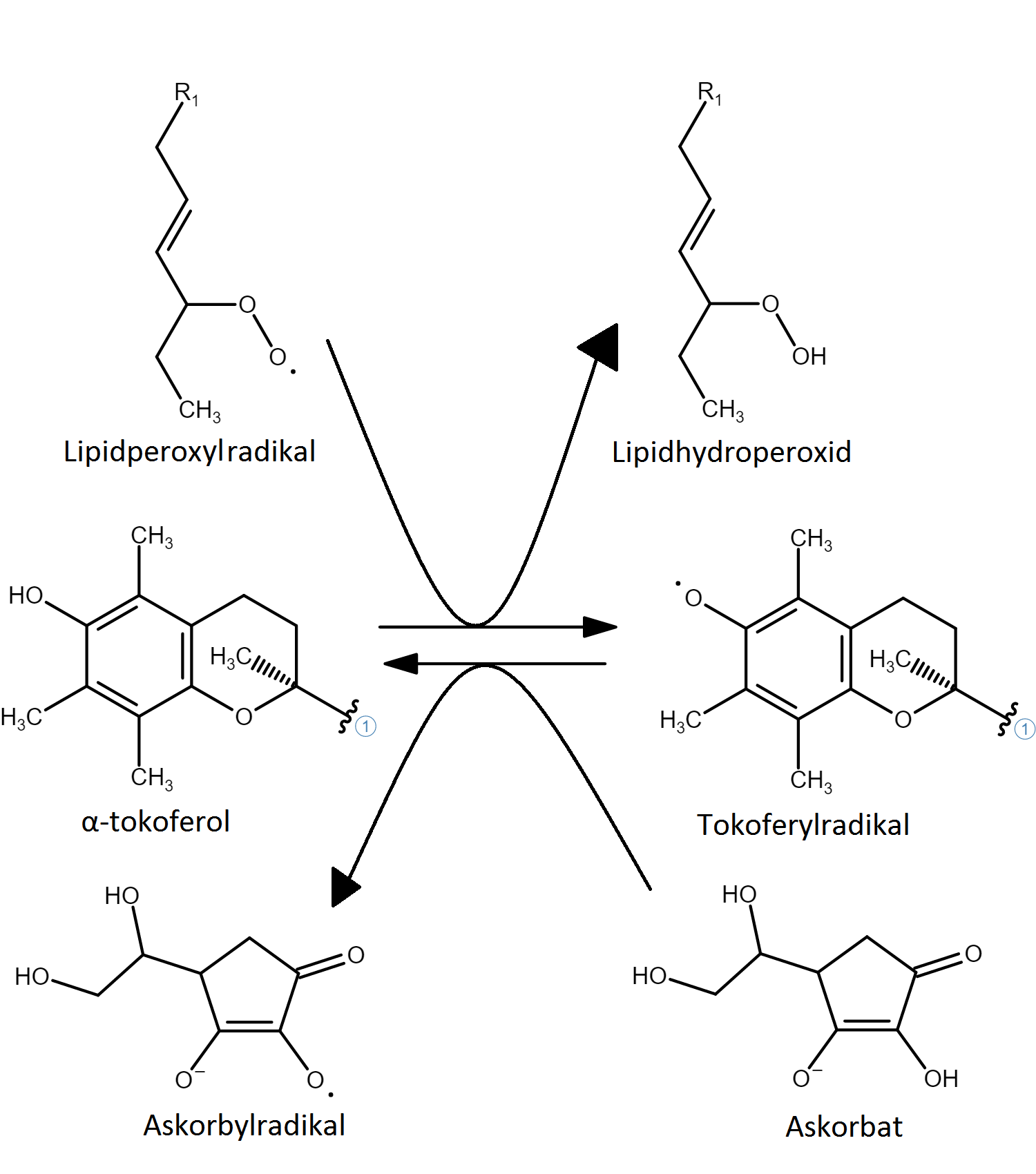
Den huvudsakliga antioxidativa mekanismen som involverar alfatokoferol

En annan egenskap vitamin E har är att vitaminet interagerar med vitamin K, vilket leder till att blodet inte lika lätt koagulerar. Detta tros ha både positiva och negativa effekter genom att motverka trombos, men samtidigt riskera kraftiga blödningar. Denna interaktion tros fungera genom att sidokedjan på vitamin E liknar den hos vitamin K, vilket då tros interferera med leverns förmåga att processa vitamin K. Utöver detta tros även vitamin E kunna minska mängden karboxylering av protrombin, vilket är nödvändigt för koagulationskaskaden.
Vitamin E har också en påverkan på kroppens genuttryck och är samtidigt enzymaktivitetreglerande för ämnen såsom “proteinklass C” (PKC). Proteinklass C har en påverkan på muskeltillväxten där vitamin E inaktiverar “PKC”, detta för att proteinklass C hindrar en glatt muskeltillväxt.

## Rekommenderad daglig dos
År 2000 lade "US National Academy of Medicine” upp värden på genomsnittligt krav (EAR), samt den genomsnittliga rekommenderade dosen kosttillskott (RDA) för vitamin E. Mängden rekommenderad kosttillskott är högre än det genomsnittliga kravet vitamin E per dag vilket är för att täcka fler personer som kan behöva mer vitamin E än snittet. Genomsnittliga kravet för kvinnor och män från 14 år och uppåt är 12 mg/dag medan det rekommenderade kosttillskottet är 15 mg/dag.
Adekvata intag (AI) används istället när det inte finns tillräckligt information för att bestämma (EAR) och (RDA).
I säkerhetssyfte finns det även övre intagsnivåer, eller maximal dosering per dag vilket man testat sig fram genom experiment på råttor. Den maximala dosen tycktes vara uppnådd när blödningseffekten skedde. Man valde alltså att den maximala intagsvägen skulle vara när första biverkningen började. Dessa tester kom fram till att den högsta dosen vitamin E en människa skulle klara är 1000 mg.
US rekommendationer mängd Vitamin E per dag:
| Ålder                  | Mängd       |
| ---------------------- | ----------- |
| AI (barn 0-6 månader)  | 4 mg/dag    |
| AI (barn 7-12 månader) | 5 mg/dag    |
| RDA (barn 1-3 år)      | 6 mg/dag    |
| RDA (barn 4-8 år)      | 7 mg/dag    |
| RDA (barn 9-13 år)     | 11 mg/dag   |
| RDA (barn 14-18 år)    | 15 mg/dag   |
| RDA (vuxen 19+ år)     | 15 mg/dag   |
| Maximal dos (vuxen)    | 1000 mg/dag |

## Vitamin E brist
Vitamin E brist är ovanligt hos människor men är främst en konsekvens av missbildningar i matens fettabsorption eller metabolism. När vitamin E brist sker på grund av malabsorption eller metabolisk anomali så kan det orsaka skador på kroppen. Exempel på detta är nervproblem på grund av dålig ledning av elektriska impulser längs nerver vilket beror på förändringar i nervmembranets funktion och struktur. Vitamin E brist kan även orsaka perifer neuropati, myopati, retinopati, samt försämrat immunförsvar.

## Kost
Vitamin E är ett fettlösligt vitamin och återfinns således till största del i feta livsmedel, som exempelvis i frön, nötter, vegetabiliska oljor, margarin, vetegroddar, gröna bladväxter, avokado, fullkornsprodukter och ägg. Vitamin E används ibland som antioxidationsmedel i livsmedel och får då E-nummer E306-E309.